# Dalregementsgruppen

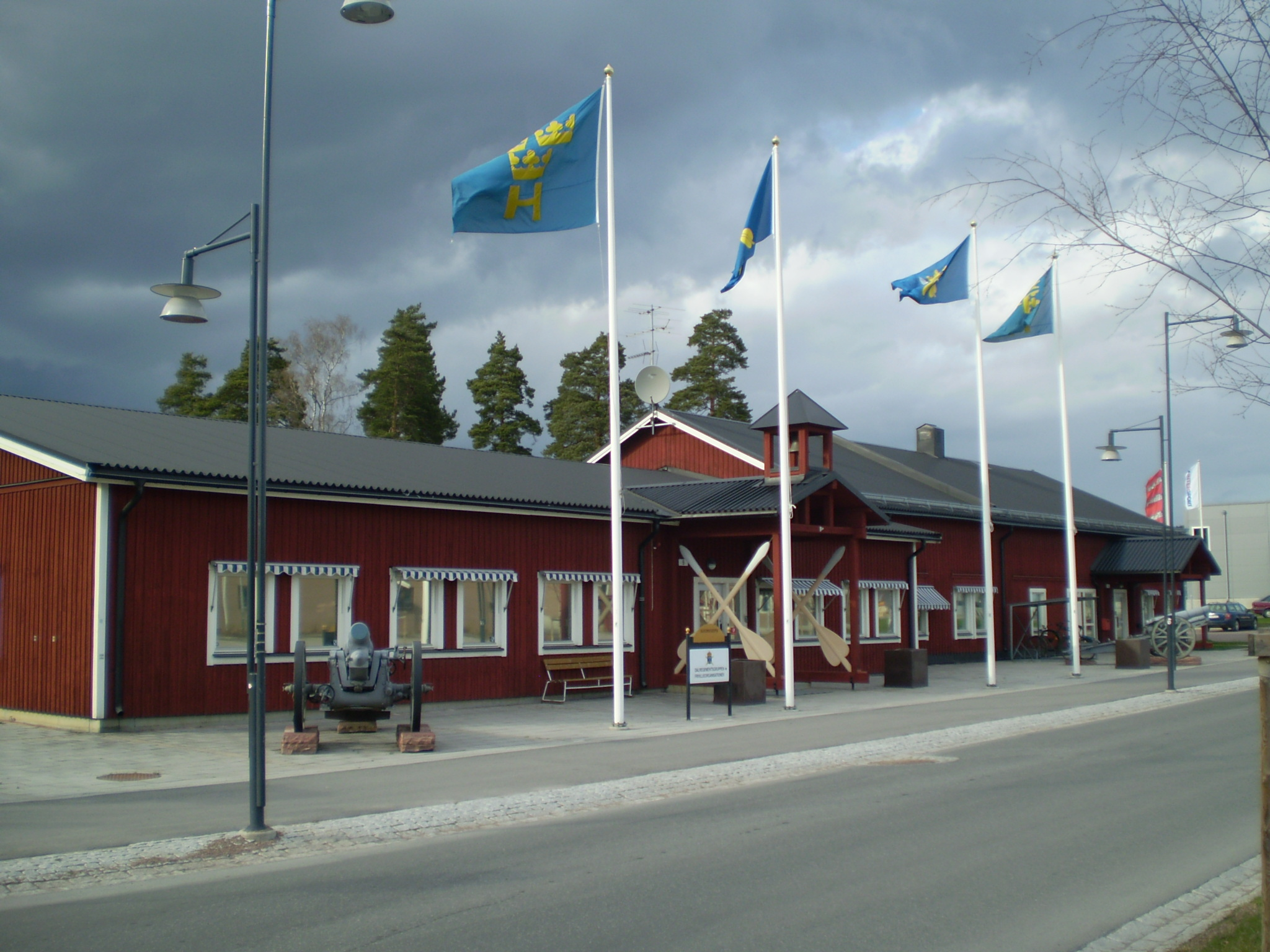
Dalregementsgruppens expedition i Falun.

Dalregementsgruppen (DRG) är en svensk militärregiongrupp inom Hemvärnet som verkat i olika former sedan 2000. Förbandsledningen är förlagd i Falu garnison i Falun.

## Historia
Inför försvarsbeslutet 2000 föreslog regeringen i sin propositionen för riksdagen, att den taktiska nivån bör reduceras genom att fördelnings- och försvarsområdesstaber samt marinkommandon och flygkommandon skulle avvecklas. Detta för att utforma ett armétaktiskt, marintaktiskt respektive flygtaktiskt kommando vilka skulle samlokaliseras med operationsledningen. Förslaget innebar att samtliga försvarsområdesstaber skulle avvecklas.
Som ett led i försvarsbeslutet 2000 avvecklades försvars- och militärområdena den 30 juni 2000 och från och med den 1 juli 2000 organiserades i dess ställe militärdistrikt. Därmed avvecklades bland annat Dalarna och Gävleborgs försvarsområde (Fo 53). De nya militärdistrikten motsvarade geografiskt sett de gamla militärområdena. Den stora skillnaden var att militärdistrikten var den lägsta nivån där chefen var territoriellt ansvarig. Inom militärdistrikten organiserades militärdistriktsgrupper, i regel en för varje län. I Dalarnas län organiserades den 1 juli 2000 Dalregementsgruppen, vilken underställdes Mellersta militärdistriktet (MD M).
Den 2 juni 2005 presenterade regeringen sin proposition (2004/05:160) gällande en avveckling av militärdistriktsorganisationen. I propositionen hänvisades regeringen till att "I det framtida insatsförsvaret och den beslutade insatsorganisationen finns det inte längre krav på eller behov av regional eller territoriell ledning som motiverar en särskild ledningsorganisation". Därmed ansåg regeringen att militärdistriktsorganisationen kunde avvecklas, något som Försvarsmakten även i en framställan till regeringen den 7 mars 2005 föreslagit. I dess ställe skulle fyra ledningsgrupper för säkerhetstjänst och samverkan inrättas, där ledningsgrupperna lokaliserade till Boden, Stockholm, Göteborg och Malmö. Den 16 november 2005 antog riksdagen regeringens proposition, därmed beslutades att militärdistriktsorganisationen skulle upplösas och avvecklas den 31 december 2005. Vilket innebar att militärdistriktsgrupperna omorganiserades till utbildningsgrupper och underställdes ett utbildningsförband. Detta medförde att Dalregementsgruppen överfördes från Mellersta militärdistriktet (MD M) till att bli en enhet inom Livgardet (LG) från och med den 1 januari 2006.
Den 1 januari 2013 bildades fyra militärregioner, där Mellersta militärregionen underställdes chefen för Livgardet, men löd under chefen insatsledningen i Högkvarteret avseende markterritoriell ledning i fred, kris och krig. Chefen för Dalregementsgruppen var dock fortfarande underställd chefen Livgardet gällande produktionsledning av hemvärnsförbanden samt insatsledning inom utbildningsgruppens geografiska område. Den 1 januari 2018 delades dock ledningen av Livgardet och Mellersta militärregionen, det genom att en separat chefsbefattning för Mellersta militärregionen tillsattes. Vidare underställdes staben Mellersta militärregionen i ledningsfrågor direkt chefen insatsledningen i Högkvarteret. I Försvarsmaktens budgetunderlag till regeringen för 2020 föreslogs att de fyra militärregionala staberna från 1 januari 2020 skulle inrättas som egna organisationsenheter. Cheferna för militärregionstaberna föreslogs i sin tur underställas rikshemvärnschefen avseende produktion av utbildningsgrupper och hemvärnsförband. Detta medförde att utbildningsgrupperna överfördes organisatoriskt från ett utbildningsförband till de fyra militärregionala staberna. I regeringens proposition framhöll dock regeringen att den militära regionala indelningen kunde komma att justeras, det beroende på utfallet av utredningen "Ansvar, ledning och samordning inom civilt försvar" (dir. 2018:79). För Dalregementsgruppen innebar denna förändring att utbildningsgruppen överfördes från Livgardet till att bli en enhet inom Mellersta militärregionen från och med den 1 januari 2020.
Den 12 oktober 2020 presenterade Regeringen en överenskommelse som bland annat innebär att från 2022 återetablera Dalregementet i Falun. Regeringen angav vidare att Försvarsmakten avses få i uppdrag att redovisa hur Dalregementsgruppen ytterligare kan utvecklas och stärkas, till exempel genom fortsatt utveckling av särskilda funktioner eller verkanssystem inom ramen för hemvärnet. I Försvarsmaktens budgetunderlag för 2023 föreslog Försvarsmakten att Dalregementsgruppen skulle byta namn den 1 januari 2023 till Dalagruppen (DAG), då utbildningsgruppen är en del av Mellersta militärregionen och därmed saknar koppling till Dalregementet.
För att påvisa anknytningen till militärregionen, lämnades den 1 januari 2023 begreppet utbildningsgrupp till förmån för det nya begreppet militärregionsgrupp. Det för att på ett tydligare sätt anknyta mot enhetens bidrag som ett av militärregionens krigsförband, med uppgifter såväl i fred som i krig.

## Verksamhet
Chefen Dalregementsgruppen är från den 1 januari 2020 direkt underställd chefen för Mellersta militärregionen. Dalregementsgruppens uppgifter är att utbilda, organisera och administrera hemvärnsförbanden i länet. Gruppen skall vidare stödja frivilliga försvarsorganisationer. Insatser i såväl fred som under kris och krig leds i allmänhet direkt av Mellersta militärregionen, men Dalregementsgruppen kan ges ledningsuppgifter som till exempel att avdela en militär insatschef (MIC). Hemvärnet är den största enskilda verksamheten inom gruppen med cirka 1000 män och kvinnor. Från och med 2010 ansvarar Dalregementsgruppen, tillsammans med 13 övriga hemvärnsgrupper runt om i landet, för så kallad direktutbildning (GSU) till sina insatsförband.
Åren 2006–2007 ingick gruppen i ett projekt inom Hemvärnet, där man direktutbildade värnpliktiga för krigsplacering inom Hemvärnet. Ett försök som resulterade i att man från och med 2010 kommer att utbilda två GSU-plutoner. Under 2014 påbörjades ytterligare ett projekt inom Dalregementsgruppen där en granatkastarpluton skulle rekryteras under första halvåret och utbildas under det andra. Plutonen är utrustad med 120 mm granatkastare m/41 och blev Hemvärnets första granatkastarpluton av totalt fyra. I samband med återetableringen av Dalregementet kom värnpliktsutbildningen vid Dalregementsgruppen successivt överföras till Dalregementet. Dalregementsgruppen kom därefter istället att inrikta sig helt på vidmakthållande och vidareutbildning av Dalabataljonen. Den 8 juli 2022 muckade Dalregementsgruppens sista värnpliktskompani, det efter att Dalregementet från 2022 övertar värnpliktsutbildningen i Falun och Dalarna.

## Ingående enheter
Dalregementsgruppen administrerar och utbildar sedan 1 januari 2012 en hemvärnsbataljon, Dalabataljonen (17. hemvärnsbataljonen), samt en ledningspluton till staben vid Mellersta militärregionen.

### Dalabataljonen
- 17. hemvärnsbataljonsstaben och ledningsplutonen (Stora Kopparbergs kompani)
- 171. hemvärnsinsatskompaniet (Ore kompani, tidigare Gagnefs kompani)
- 172. hemvärnsinsatskompaniet (Stora Tuna kompani, tidigare Gustafs kompani)
- 173. hemvärnsbevakningskompaniet (Krylbo kompani, tidigare Orsa kompani)
- 174. hemvärnsflyggruppen (Stora Kopparbergs kompani)
- 175. hemvärnsmusikkåren, Hemvärnets musikkår Borlänge (Idre kompani)
- 176. hemvärnspionjärplutonen (Söderbärke kompani, tidigare Leksands kompani)
- 177. hemvärnsgranatkastarplutonen (Sollerö kompani)

## Förläggningar och övningsplatser
Dalregementsgruppen är förlagd på den norra delen av Dalregementets företagspark i Falun. Dalregementets företagspark utgörs huvudsakligen av det kasernetablissement som uppfördes till Dalregementet i början av 1900-talet. Dalregementsgruppen disponerar även delar av C-kasernen.

## Heraldik och traditioner
Dalregementsgruppen (DRG) var sedan den 1 juli 2000 traditionsbärare för Dalregementet (I 13) och Dalabrigaden (NB 13). Från den 1 juli 2012 var Dalabataljonen traditionsbärare för Dalregementet. Förutom regementets fana och traditioner övertogs även namnen på kompanierna av Dalabataljonen, dessa namn kom dock tillsammans med fanan att återlämnas 2021 i samband med återetableringen av Dalregementet.

## Förbandschefer
- 2000–2006: Överstelöjtnant Tage Johansson
- 2006–2018: Överstelöjtnant Mikael Lundin
- 2019–2019: Major Ulf Titz [d]
- 2020–20xx: Överstelöjtnant Daniel Banck

## Namn, beteckning och förläggningsort
| Dalregementsgruppen | 2000-07-01 | – | 2022-12-31 |
| Dalagruppen         | 2023-01-01 | – |            |

| okänt | 2000-07-01 | – | 2005-06-30 |
| DRG   | 2005-07-01 | – | 2022-12-31 |
| DAG   | 2023-01-01 | – |            |

| Falu garnison (F) | 2000-07-01 | – |  |